# Лицо (фильм, 1958)
«Лицо» (швед. Ansiktet) — художественный фильм 1958 года шведского режиссёра Ингмара Бергмана.

## Сюжет
Действие фильма происходит в 1840-х годах. По направлению к Стокгольму едет карета; в ней едут известный маг и гипнотизёр доктор Альберт Эммануэль Фоглер (Макс фон Сюдов), девушка Манда Фоглер, переодетая в мужчину (Ингрид Тулин), и старуха-ворожея. При въезде в город всю труппу неожиданно задерживают, обвиняя в шарлатанстве. Но уже на следующий день Фоглеру приказано устроить представление в доме консула Эгермана (Эрланд Юзефсон)…
Пережив унизительный допрос со стороны официальных лиц, Фоглер заставляет их почувствовать своё ничтожество.

## В ролях
- Макс фон Сюдов — Альберт Эмануэль Фоглер
- Ингрид Тулин — Манда Фоглер/мистер Аман
- Гуннар Бьёрнстранд — доктор Вергерус
- Найма Вифстранд — бабушка Фоглер
- Бенгт Экерут — Юхан Спегель
- Биби Андерсон — Сара
- Гертруд Фрид — Оттилия Эгерман
- Ларс Экбург — Симсон
- Эрланд Юсефсон — консул Эгерман
- Оке Фридель — Тюбал
- Тойво Павло — полицейский комиссар Старбек
- Сиф Рууд — София Гарп
- Оскар Люнд — Антонссон

## Награды и номинации

### Награды
- 1959 — Венецианский кинофестиваль
  - Специальный приз жюри — Ингмар Бергман

### Номинации
- 1959 — Венецианский кинофестиваль
  - Золотой лев — Ингмар Бергман
- 1960 — Премия BAFTA
  - Лучший фильм